# Tulu Nadu

Lokalizacja Tulu Nadu na granicy Karnataki i Kerali

Tulu Nadu (język tulu: ತುಳುನಾಡು) - tulujęzyczny region położony wzdłuż Wybrzeża Malabarskiego, obejmujący obszar dystryktów Udupi i Dakszina Kannada w indyjskim stanie Karnataka oraz taluku Kasaragod w stanie Kerala. Ludność tego regionu wynosi około 3 miliony osób. Najważniejsze miasta to Mangaluru i Udupi. Główną grupą etniczną na tym terenie są Tuluva, którzy w przeszłości rządzili ogromnym Królestwem Widźajanagaru.